# La’ershan (köpinghuvudort i Kina, Hunan Sheng, lat 28,08, long 109,38)
La'ershan (kinesiska: 腊尔山, 腊尔山镇) är en köpinghuvudort i Kina. Den ligger i provinsen Hunan, i den södra delen av landet, omkring 350 kilometer väster om provinshuvudstaden Changsha. Antalet invånare är 16 364. Befolkningen består av 7 808 kvinnor och 8 556 män. Barn under 15 år utgör 22,0 %, vuxna 15-64 år 68 %, och äldre över 65 år 8,0 %.
Runt La'ershan är det ganska tätbefolkat, med 199 invånare per kvadratkilometer. Närmaste större samhälle är Panxin, 15,9 km väster om La'ershan. I omgivningarna runt La'ershan växer i huvudsak blandskog.
Genomsnittlig årsnederbörd är 1 719 millimeter. Den regnigaste månaden är maj, med i genomsnitt 303 mm nederbörd, och den torraste är december, med 32 mm nederbörd.